# Ross Aloisi
Ross Aloisi (Adelaide, 17 april 1973) is een voormalig Australisch profvoetballer. Hij is de oudere broer van de meer bekendere John Aloisi. Ross Aloisi als aanvallende middenvelder.

## Clubvoetbal
Aloisi debuteerde in het seizoen 1991/1992 in het eerste elftal van Adelaide City. Hij speelde een belangrijke rol in het behalen van de titel in de National Soccer League dat seizoen. In de daarop volgende seizoenen speelde Aloisi bij verschillende kleine clubs in Australië en Europa, waaronder Boom FC (1993) in België, FC Aarau (1997/1998) uit de Zwitserse Axpo Super League, FC Lorient (1998/1999) uit Frankrijk en AC Pro Sesto (2002/2003) uit de Italiaanse Serie C1, totdat hij in 2003 opnieuw bij Adelaide United FC ging spelen. In 2007 werd Aloisi gecontracteerd door de Nieuw-Zeelandse profclub Wellington Phoenix FC, waar hij tot aanvoerder werd benoemd en een jaar later zijn carrière afsloot.

## Nationaal elftal
Aloisi speelde vijf interlands voor het Australisch elftal. Bovendien was hij actief op de Olympische Spelen van 1996 in Atlanta.